# Lozuvatka, Kirovohrad
Lozuvatka (în ucraineană Лозуватка) este un sat în comuna Velîka Severînka din raionul Kirovohrad, regiunea Kirovohrad, Ucraina.

## Demografie
Componența lingvistică a localității Lozuvatka
     Ucraineană (96,2%)
     Rusă (2,95%)
     Alte limbi (0,84%)
Conform recensământului din 2001, majoritatea populației localității Lozuvatka era vorbitoare de ucraineană (96,2%), existând în minoritate și vorbitori de rusă (2,95%).